# Gilberto Aristízabal
Gilberto Aristízabal Murcia, né le 8 septembre 1940 et mort le 2 juin 2016, est un ancien arbitre colombien de football. Il débuta en 1970, fut arbitre international de 1973 à 1983.

## Carrière
Il a officié dans des compétitions majeures : 
- Coupe du monde de football de 1982 (1 match)
- Copa América 1983 (1 match)